# 그윈 길포드

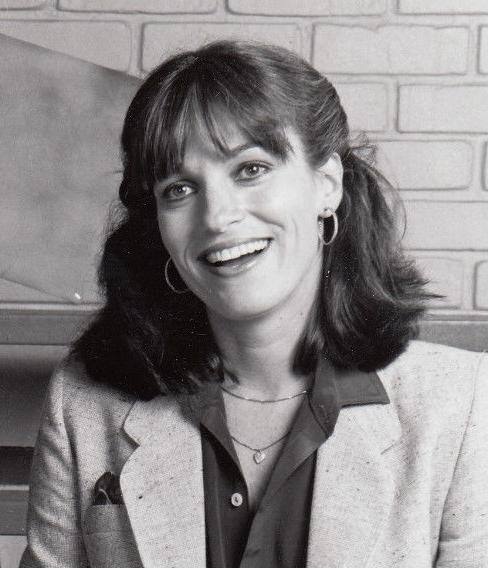

그윈 길포드(Gwynne Gilford, 1946년 7월 27일 ~ )는 미국의 배우, 텔레비전 배우, 영화배우이다.
로스앤젤레스에서 태어났다.

## 방송
- 기동순찰대

## 영화
- 살인 목격 (1980년)
- 기동순찰대 (1977년)
- 사탄의 여학교 (1973년)
- 비웨어 더 브롭 (1972년)